# Esse
Ne doit pas être confondu avec Essé.
Pour les articles homonymes, voir Esse (homonymie).
Esse est une commune française située dans le département de la Charente (région Nouvelle-Aquitaine).
Ses habitants sont les Essois et Essoises.

## Géographie

### Localisation et accès
Esse est une commune de la Charente limousine située à 4 km au nord-est de Confolens.
Le bourg d'Esse est aussi à 61 km d'Angoulême, sa préfecture, 47 km de Limoges et 68 km de Poitiers.
Les voies de communication sont nombreuses dans la commune. La D 952 (ex-N 151bis), ancienne route d'Angoulême à Nevers, longe la rive droite de la Vienne et dessert l'ouest de la commune. La D 30, route de Confolens à Lesterps en traverse le sud. Le bourg est desservi par plusieurs routes départementales qui l'unissent à Confolens, Saint-Germain-de-Confolens, Brillac, Lesterps et Saint-Maurice-des-Lions. La D 951 déviant Confolens, maillon de la route Centre-Europe Atlantique, d'Angoulême à Bellac et Guéret, contourne la commune par l'ouest et le nord et passe à 4 km du bourg.

### Hameaux et lieux-dits
De nombreux hameaux parsèment la commune, ainsi : le Grand-Neuville et le Petit-Neuville, sur la route de Confolens ; la Cour, sur la route de Lesterps ; La Chaise, dans le sud de la commune ; Périssac, au-dessus de la vallée de la Vienne ; Villemandie et Gorce, dans l'est de la commune ; Longeville ; la Boissonnie, sur la route de Saint-Germain ; la Pouyade, près de la route de Brigueuil ; Château-Guyon, près du bourg ; Bostgueffier, sur la route de Saint-Maurice ; le Repaire, village auprès duquel on trouve le menhir ; chez le Brun, les Vergnes, le Jauju, les Grangettes (anciennement l'Âge)...

### Communes limitrophes
|           | Brillac                 |          |
| Confolens | Esse                    | Lesterps |
|           | Saint-Maurice-des-Lions |          |

### Géologie et relief
Comme toute cette partie nord-est du département de la Charente qu'on appelle la Charente limousine, la commune se trouve sur le plateau du Limousin, partie occidentale du Massif central, composé de roches cristallines et métamorphiques, relique de la chaîne hercynienne.
Le sous-sol de la commune est essentiellement du granit,,.
La commune d'Esse occupe un vaste plateau ondulé, dont l'altitude moyenne dépasse 200 m. Les altitudes s'étagent entre 124 m, dans la vallée de la Vienne à l'ouest, et 242 m, au sud-est du bourg. Celui-ci est à environ 210 m d'altitude.

### Hydrographie

#### Réseau hydrographique

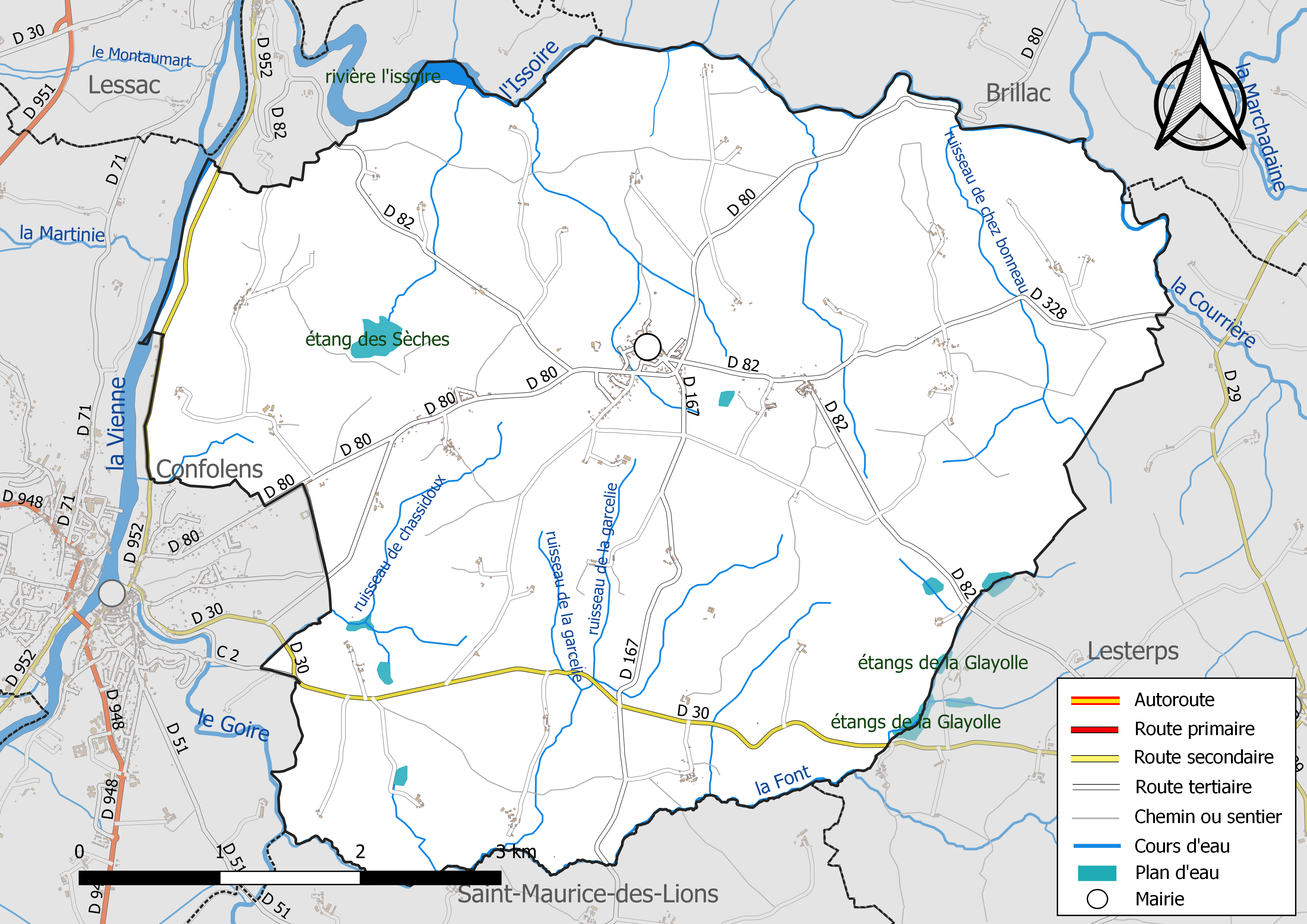
Réseaux hydrographique et routier d'Esse.

La commune est située dans la région hydrographique de « la Loire de la Vienne (c) à la Maine (nc) », une partie du Bassin de la Loire,  au sein  du Bassin Loire-Bretagne. Elle est drainée par le Goire, l'Issoire, la Courrière, la Font et par divers petits cours d'eau, qui constituent un réseau hydrographique de 33 km de longueur totale,.
La commune d'Esse est comprise entre les vallées de l'Issoire, au nord, de la Vienne, à l'ouest, et d'un petit affluent du Goire, au sud.
Quelques étangs parsèment la commune, en particulier l'étang de la Glayolle à l'est, l'étang des Sèches, et la retenue d'eau du barrage de l'Issoire.
Le Goire, d'une longueur totale de 28,7 km, prend sa source dans la commune de Brigueuil et se jette  dans la Vienne à Confolens, après avoir traversé 7 communes.
L'Issoire, d'une longueur totale de 45,7 km, prend sa source en Haute-Vienne, dans la commune de Blond, et se jette  dans la Vienne à Lessac, après avoir traversé 7 communes.
La Courrière, d'une longueur totale de 13,1 km, prend sa source dans la commune de Saint-Christophe et se jette  dans l'Issoire à Brillac, après avoir traversé 4 communes.

#### Gestion des eaux
Le territoire communal est couvert par le schéma d'aménagement et de gestion des eaux (SAGE) « Vienne ». Ce document de planification, dont le territoire correspond au bassin du bassin de la Vienne, d'une superficie de 7 060 km2, a été approuvé le 1er juin 2006. La structure porteuse de l'élaboration et de la mise en œuvre est l'établissement public territorial de bassin Vienne. Il définit sur son territoire les objectifs généraux d’utilisation, de mise en valeur et de protection quantitative et qualitative des ressources en eau superficielle et souterraine, en respect des objectifs de qualité définis dans le troisième SDAGE  du Bassin Loire-Bretagne qui couvre la période 2022-2027, approuvé le 18 mars 2022.

### Climat
Le climat est océanique dégradé. C'est celui de la Charente limousine, plus humide et plus frais que celui du reste du département.

## Urbanisme

### Typologie
Au 1er janvier 2024, Esse est catégorisée commune rurale à habitat très dispersé, selon la nouvelle grille communale de densité à 7 niveaux définie par l'Insee en 2022.
Elle est située hors unité urbaine. Par ailleurs la commune fait partie de l'aire d'attraction de Confolens, dont elle est une commune de la couronne,. Cette aire, qui regroupe 14 communes, est catégorisée dans les aires de moins de 50 000 habitants,.

### Occupation des sols
L'occupation des sols de la commune, telle qu'elle ressort de la base de données européenne d’occupation biophysique des sols Corine Land Cover (CLC), est marquée par l'importance des territoires agricoles (88,5 % en 2018), en diminution par rapport à 1990 (90,7 %). La répartition détaillée en 2018 est la suivante : 
prairies (57,1 %), zones agricoles hétérogènes (24,8 %), forêts (9,7 %), terres arables (6,6 %), zones urbanisées (1,2 %), eaux continentales (0,7 %). L'évolution de l’occupation des sols de la commune et de ses infrastructures peut être observée sur les différentes représentations cartographiques du territoire : la carte de Cassini (XVIIIe siècle), la carte d'état-major (1820-1866) et les cartes ou photos aériennes de l'IGN pour la période actuelle (1950 à aujourd'hui).

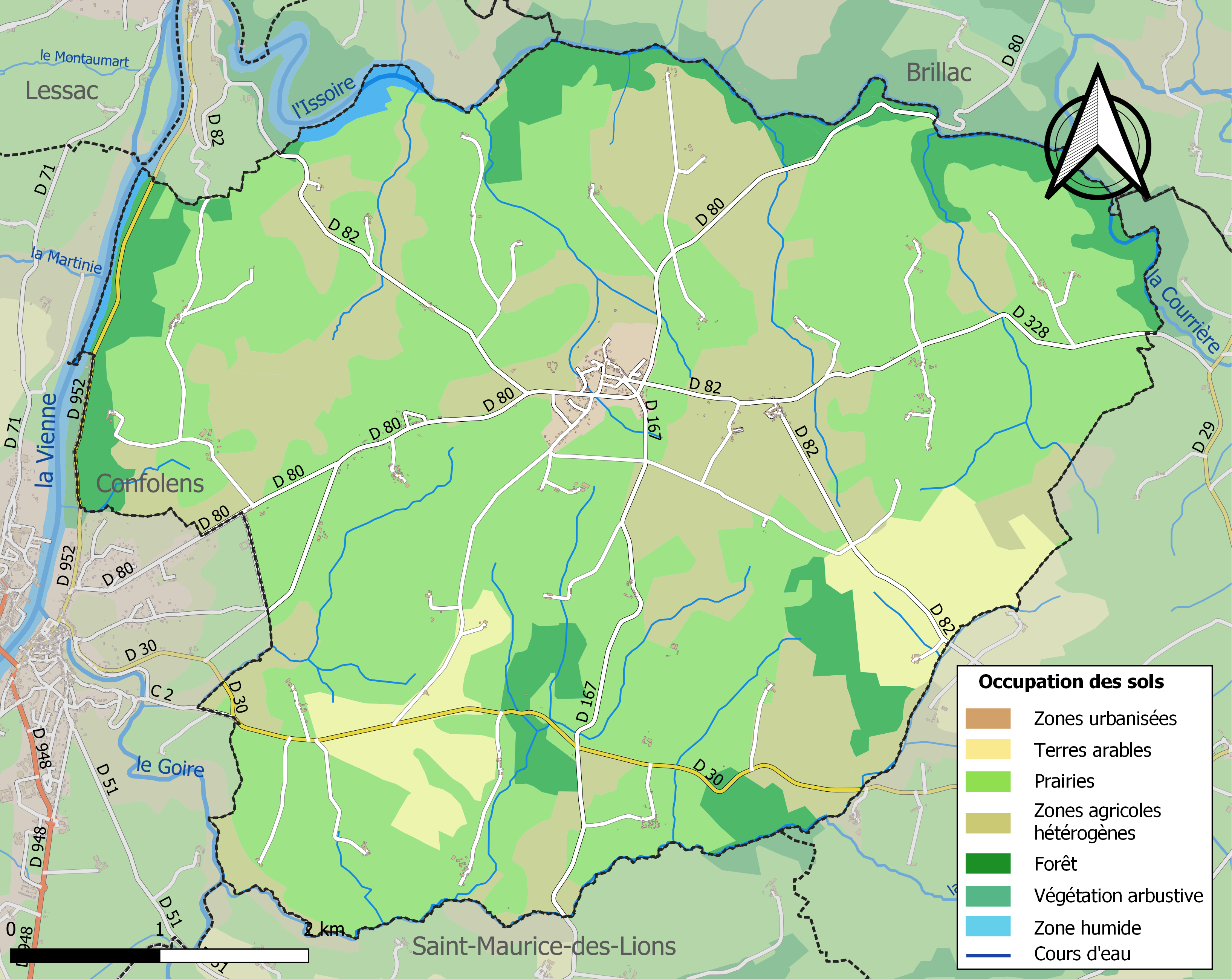
Carte des infrastructures et de l'occupation des sols de la commune en 2018 (CLC).

### Risques majeurs
Le territoire de la commune d'Esse est vulnérable à différents aléas naturels : météorologiques (tempête, orage, neige, grand froid, canicule ou sécheresse), inondations et séisme (sismicité faible). Il est également exposé à un risque technologique, la rupture d'un barrage, et à un risque particulier : le risque de radon. Un site publié par le BRGM permet d'évaluer simplement et rapidement les risques d'un bien localisé soit par son adresse soit par le numéro de sa parcelle.

#### Risques naturels
Certaines parties du territoire communal sont susceptibles d’être affectées par le risque d’inondation par débordement de cours d'eau, notamment le Goire, l'Issoire et la Courrière. La commune a été reconnue en état de catastrophe naturelle au titre des dommages causés par les inondations et coulées de boue survenues en 1982, 1983, 1995 et 1999,.

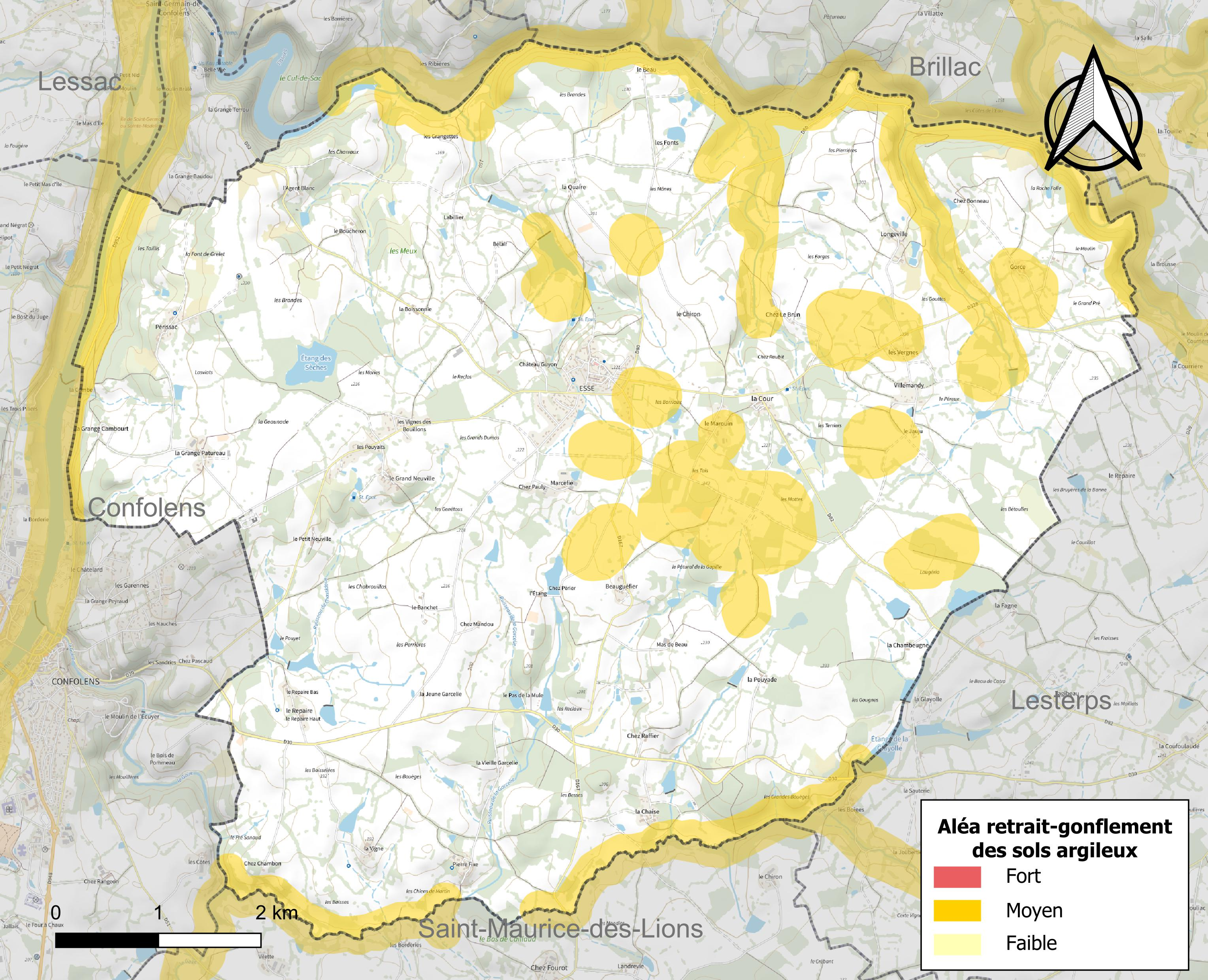
Carte des zones d'aléa retrait-gonflement des sols argileux d'Esse.

Le retrait-gonflement des sols argileux est susceptible d'engendrer des dommages importants aux bâtiments en cas d’alternance de périodes de sécheresse et de pluie. 19,4 % de la superficie communale est en aléa moyen ou fort (67,4 % au niveau départemental et 48,5 % au niveau national). Sur les 335 bâtiments dénombrés sur la commune en 2019,  30 sont en aléa moyen ou fort, soit 9 %, à comparer aux 81 % au niveau départemental et 54 % au niveau national. Une cartographie de l'exposition du territoire national au retrait gonflement des sols argileux est disponible sur le site du BRGM,.
Par ailleurs, afin de mieux appréhender le risque d’affaissement de terrain, l'inventaire national des cavités souterraines permet de localiser celles situées sur la commune.
Concernant les mouvements de terrains, la commune a été reconnue en état de catastrophe naturelle au titre des dommages causés par des mouvements de terrain en 1999.

#### Risques technologiques
La commune est en outre située en aval des barrages de Lavaud-Gelade et Vassivière, des ouvrages de classes A. À ce titre elle est susceptible d’être touchée par l’onde de submersion consécutive à la rupture de cet ouvrage.

#### Risque particulier
Dans plusieurs parties du territoire national, le radon, accumulé dans certains logements ou autres locaux, peut constituer une source significative d’exposition de la population aux rayonnements ionisants. Certaines communes du département sont concernées par le risque radon à un niveau plus ou moins élevé. Selon la classification de 2018, la commune d'Esse est classée en zone 3, à savoir zone à potentiel radon significatif.

## Toponymie
Les formes anciennes sont Essia (non daté), Yssia en 1523.
L'origine du nom d'Esse remonterait à un personnage gallo-romain Essius (selon Dauzat) ou Iccius (selon Talbert) auquel est apposé le suffixe -acum, ce qui correspondrait au « domaine d'Essius »,. Iccio- est un thème et un terme de nom gaulois.

### Langues
La commune est dans la partie occitane de la Charente qui en occupe le tiers oriental, et le dialecte est limousin.
Elle se nomme Essa en occitan.

## Histoire

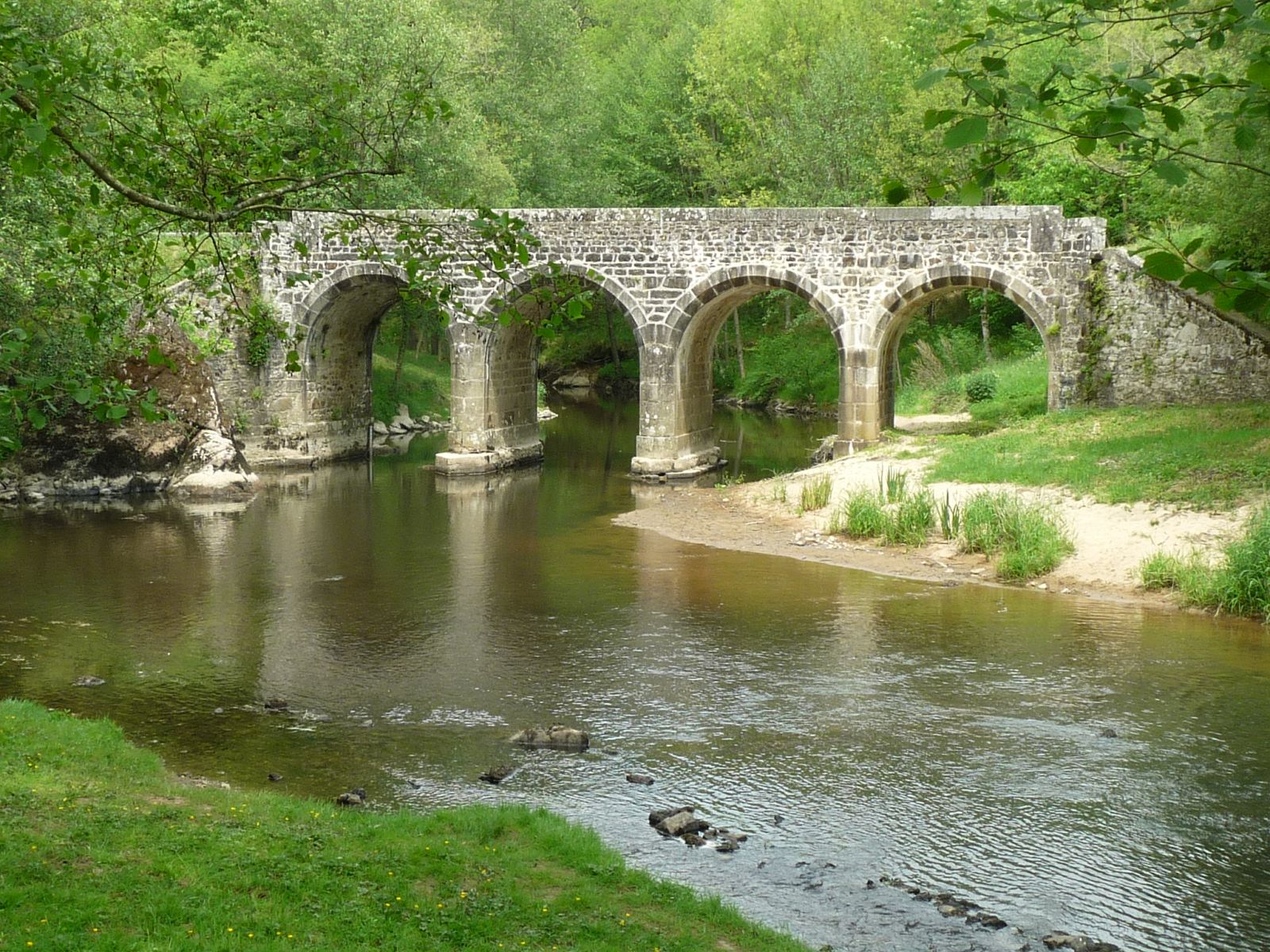
Pont Binot sur l'Issoire.

L'occupation du territoire est attestée depuis l'époque néolithique par quelques mégalithes dont on peut encore voir les vestiges. Le menhir du Repaire, toujours dressé dans son champ, ainsi que deux dolmens démantelés pour que quelques unes de leurs pierres soient l'objet de réemplois spectaculaires réalisés aux XIXe et XXe siècles et encore visibles : un piédestal pour un tombeau à Confolens, la stèle et le simili-cromlech du monument aux morts de la commune.
La voie romaine d'Angoulême à Bourges par Argenton (par Ambernac, Confolens et Brillac) la traverse. En 1921, on a pu la suivre sur 1 km à partir de Villevert. Sa largeur y varie entre 4,5 m et 5 m et elle y est bordée par deux bandes de blocs de pierre.
Au Moyen Âge, Esse se trouvait sur un itinéraire transversal d'un chemin de Saint-Jacques-de-Compostelle, qui se dirigeait du Limousin vers Angoulême pour bifurquer vers Saintes (reliques de saint Eutrope), Blanzac (vers Blaye) ou Aubeterre (vers Sainte-Foy-la-Grande).
Esse est l'une des deux communes charentaises qui pratiquent depuis 1660  les ostensions limousines. Elles commencent le lundi de Pâques. Les reliques sont ensuite exposées dans l'église jusqu'au lundi de la Pentecôte.
Entre le Xe et XVIIIe siècles, Esse était le siège d'une viguerie, qui rendait la justice localement. Elle était alors dans le diocèse de Limoges, puis fut rattachée aux six autres du comté d'Angoulême, qui en comptera une vingtaine de par son extension au XIe siècle.
L'église de la paroisse dépendait autrefois du diocèse de Poitiers.

## Administration
| Période                                  | Période  | Identité                                                       | Étiquette | Qualité                                                                                |
| ---------------------------------------- | -------- | -------------------------------------------------------------- | --------- | -------------------------------------------------------------------------------------- |
| maire en 1871                            | ?        | Baron Guillaume Goursaud de Chamborant de Périssat (1807-1887) | ?         | Ancien officier de cavalerie, propriétaire du château de Villevert, conseiller général |
| 1977                                     | 2008     | Guy Traumat                                                    | PS        | Président de la CdC du Confolentais                                                    |
| 2008                                     | En cours | Roland Fourgeaud                                               | PS        | Chef de cuisine                                                                        |
| Les données manquantes sont à compléter. |          |                                                                |           |                                                                                        |

### Aire urbaine
Depuis 2010, l'aire urbaine de Confolens regroupe les communes d'Ansac-sur-Vienne, Confolens, Esse et Lessac.

## Démographie

### Évolution démographique
L'évolution du nombre d'habitants est connue à travers les recensements de la population effectués dans la commune depuis 1793. Pour les communes de moins de 10 000 habitants, une enquête de recensement portant sur toute la population est réalisée tous les cinq ans, les populations de référence des années intermédiaires étant quant à elles estimées par interpolation ou extrapolation. Pour la commune, le premier recensement exhaustif entrant dans le cadre du nouveau dispositif a été réalisé en 2004.

En 2022, la commune comptait 509 habitants, en évolution de +0,79 % par rapport à 2016 (Charente : −0,48 %, France hors Mayotte : +2,11 %).
| 1793 | 1800 | 1806 | 1821 | 1831 | 1841 | 1846 | 1851 | 1856 |
| ---- | ---- | ---- | ---- | ---- | ---- | ---- | ---- | ---- |
| 942  | 978  | 884  | 871  | 838  | 888  | 930  | 896  | 862  |

| 1861 | 1866 | 1872 | 1876 | 1881 | 1886 | 1891 | 1896 | 1901 |
| ---- | ---- | ---- | ---- | ---- | ---- | ---- | ---- | ---- |
| 796  | 805  | 808  | 858  | 895  | 916  | 920  | 876  | 873  |

| 1906 | 1911 | 1921 | 1926 | 1931 | 1936 | 1946 | 1954 | 1962 |
| ---- | ---- | ---- | ---- | ---- | ---- | ---- | ---- | ---- |
| 875  | 860  | 768  | 743  | 690  | 637  | 640  | 583  | 531  |

| 1968 | 1975 | 1982 | 1990 | 1999 | 2004 | 2006 | 2009 | 2014 |
| ---- | ---- | ---- | ---- | ---- | ---- | ---- | ---- | ---- |
| 473  | 427  | 466  | 503  | 497  | 509  | 512  | 484  | 510  |

| 2019 | 2022 | - | - | - | - | - | - | - |
| ---- | ---- | - | - | - | - | - | - | - |
| 497  | 509  | - | - | - | - | - | - | - |

### Pyramide des âges
La population de la commune est relativement âgée.
En 2018, le taux de personnes d'un âge inférieur à 30 ans s'élève à 24,6 %, soit en dessous de la moyenne départementale (30,2 %). À l'inverse, le taux de personnes d'âge supérieur à 60 ans est de 36,9 % la même année, alors qu'il est de 32,3 % au niveau départemental.
En 2018, la commune comptait 259 hommes pour 238 femmes, soit un taux de 52,11 % d'hommes, largement supérieur au taux départemental (48,41 %).
Les pyramides des âges de la commune et du département s'établissent comme suit.
| Hommes | Classe d’âge | Femmes |
| ------ | ------------ | ------ |
| 0,8    | 90 ou +      | 1,3    |
| 8,5    | 75-89 ans    | 10,5   |
| 28,6   | 60-74 ans    | 23,9   |
| 19,3   | 45-59 ans    | 19,7   |
| 19,3   | 30-44 ans    | 18,9   |
| 10,8   | 15-29 ans    | 10,1   |
| 12,7   | 0-14 ans     | 15,5   |

| Hommes | Classe d’âge | Femmes |
| ------ | ------------ | ------ |
| 1      | 90 ou +      | 2,7    |
| 9,2    | 75-89 ans    | 12     |
| 20,6   | 60-74 ans    | 21,3   |
| 20,7   | 45-59 ans    | 20,3   |
| 16,8   | 30-44 ans    | 16     |
| 15,6   | 15-29 ans    | 13,4   |
| 16,1   | 0-14 ans     | 14,3   |

### Commerces

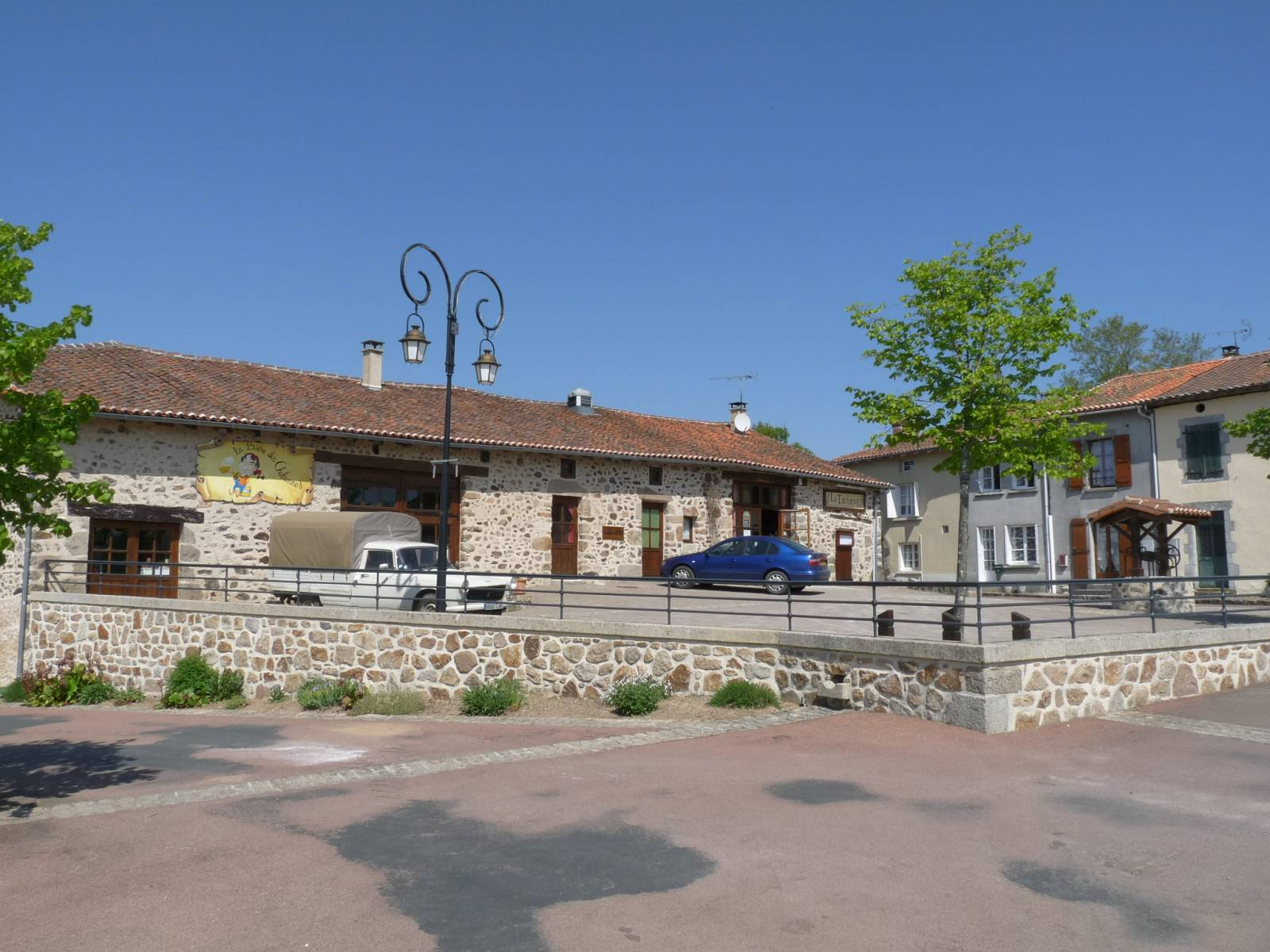
Commerces d'Esse.

## Économie

### Tourisme

#### Site ostensionnaire
La  commune d'Esse  est l'une des deux communes ostensionnaires de Charente et l’une des 20 que comptaient les provinces du Limousin et de la Marche. Le musée des ostensions, situé à côté de la mairie, retrace ce passé.
Les ostensions commencent le lundi de Pâques,. Ce jour-là, un habitant de la commune monte au clocher pour y accrocher le drapeau des ostensions, de couleur jaune et bleue. Les reliques sont ensuite exposées dans l'église toute la journée, et une grande procession a lieu sur un parcours de deux à trois kilomètres jalonné de cinq croix, avec retour à l'église.
L'unique musée existant des ostensions limousines et marchoises, inauguré en juillet 1999, a été installé au premier étage de l’ancien presbytère. Pour le réaliser, le travail de sauvegarde et d’inventaire a porté sur plus de 500 objets et a mobilisé pendant plus de six mois plusieurs chercheurs, dont l’ethnologue Michel Valière. La collection a été classée en six thématiques qui font toute leur place, mais pas seulement, aux objets liés aux  célébrations ostensionnaires : châsses  reliquaires, bannières, chandelier en émail champlevé du XIe ou XIIIe siècle retrouvé en 1995 lors des travaux de restauration de l’église.

#### Village gaulois
Un village gaulois a été reconstitué, près du Pont Binot sur la route de Brillac. Ouvert en été, son entrée est payante.

Le village gaulois
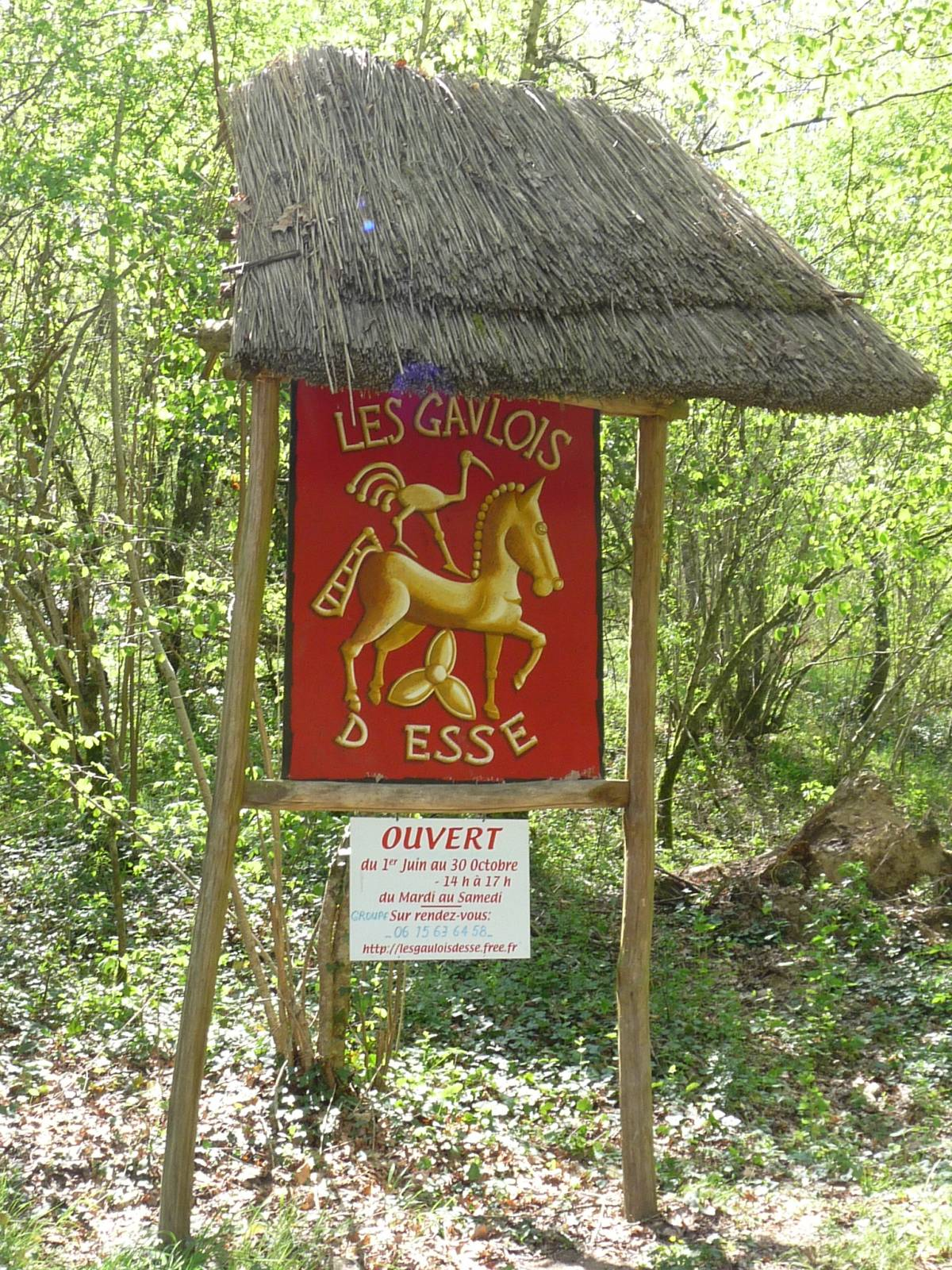
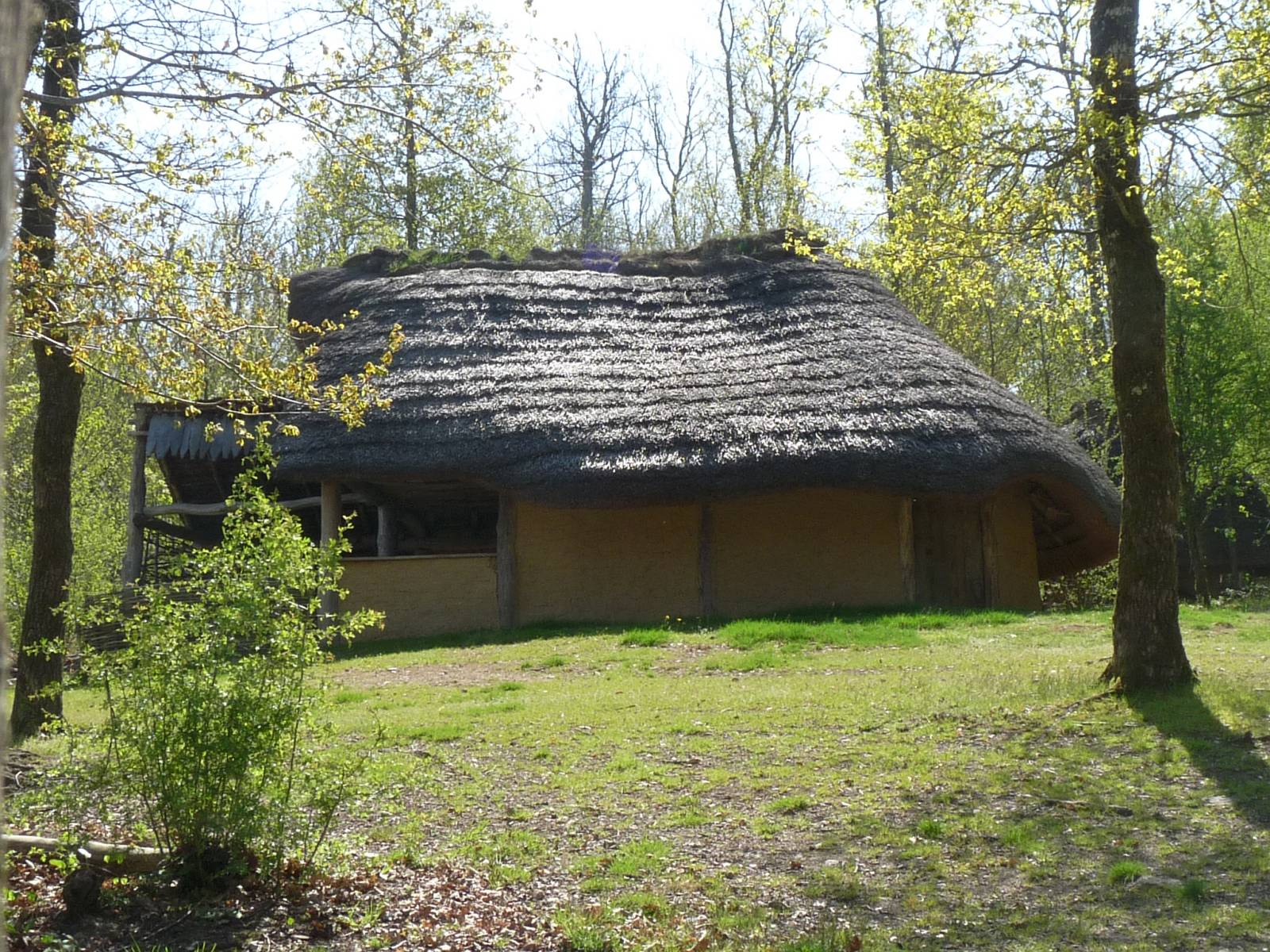

## Équipements, services et vie locale

### Enseignement

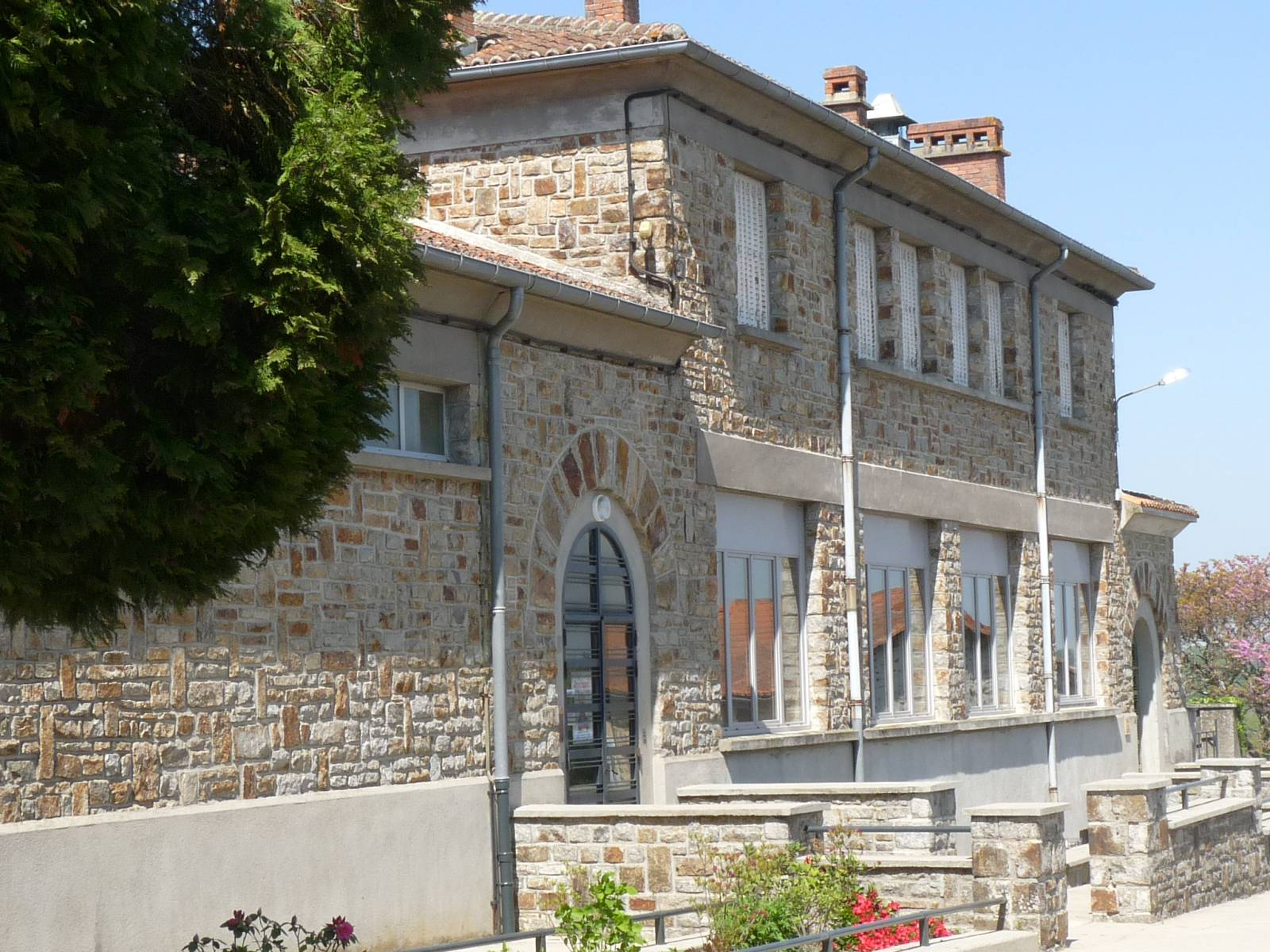
Les écoles.

Esse possède une école élémentaire comprenant deux classes. Le secteur du collège est Confolens.

## Lieux et monuments
- L'église paroissiale Saint-Étienne, de l'ancien diocèse de Limoges. L'église, de la seconde moitié du XIIe siècle, a une nef couverte d'un berceau en briques avec une abside semi-circulaire, voûtée en cul-de-four; sa porte, en plein cintre, est surmontée d'un bas-relief encadré dans un rectangle, très intéressant. Le clocher postérieur est rectangulaire, surmonté d'une haute flèche octogonale en charpente couverte de bois. À l'intérieur, un retable datant du XVIIe siècle, dont les bas-reliefs représentent la Nativité et l'Adoration des Anges[52], classé à titre objet en 1908[53]. Un chandelier en émail champlevé est aussi remarquable[54],[55]. L'église est inscrite monument historique le 24 juillet 1972[56].

L'église Saint-Étienne
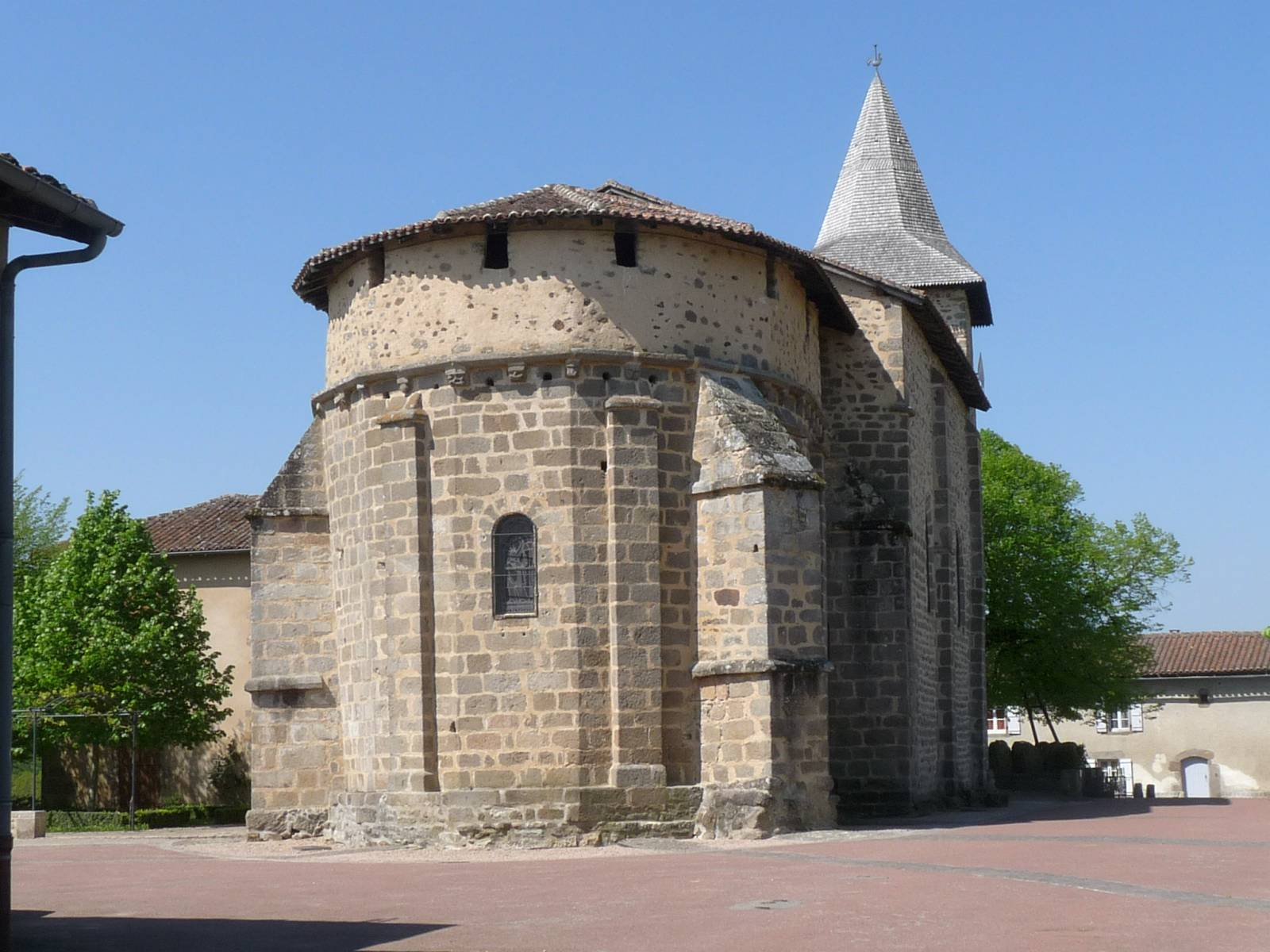
L'abside.
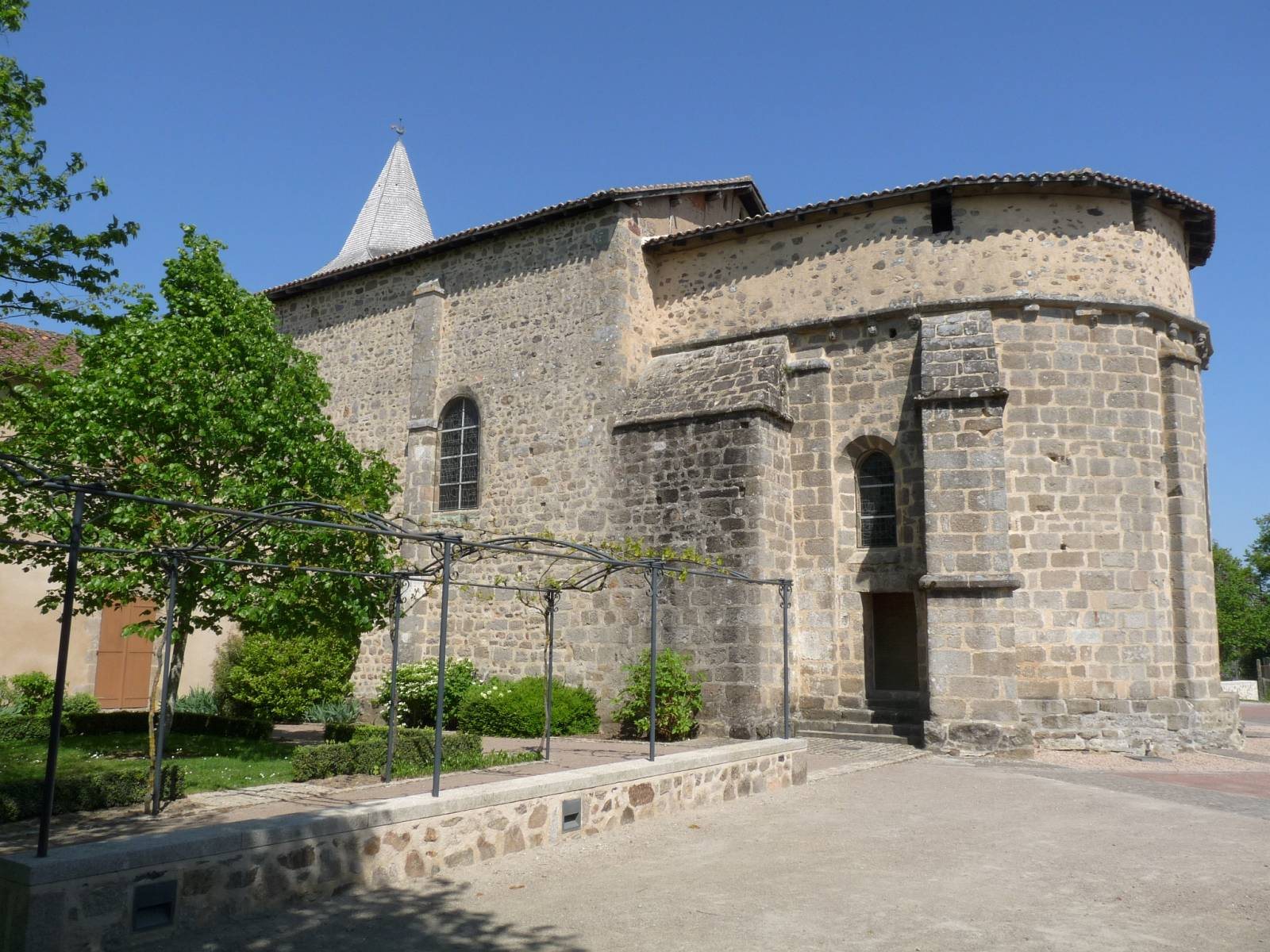
Vue latérale arrière.
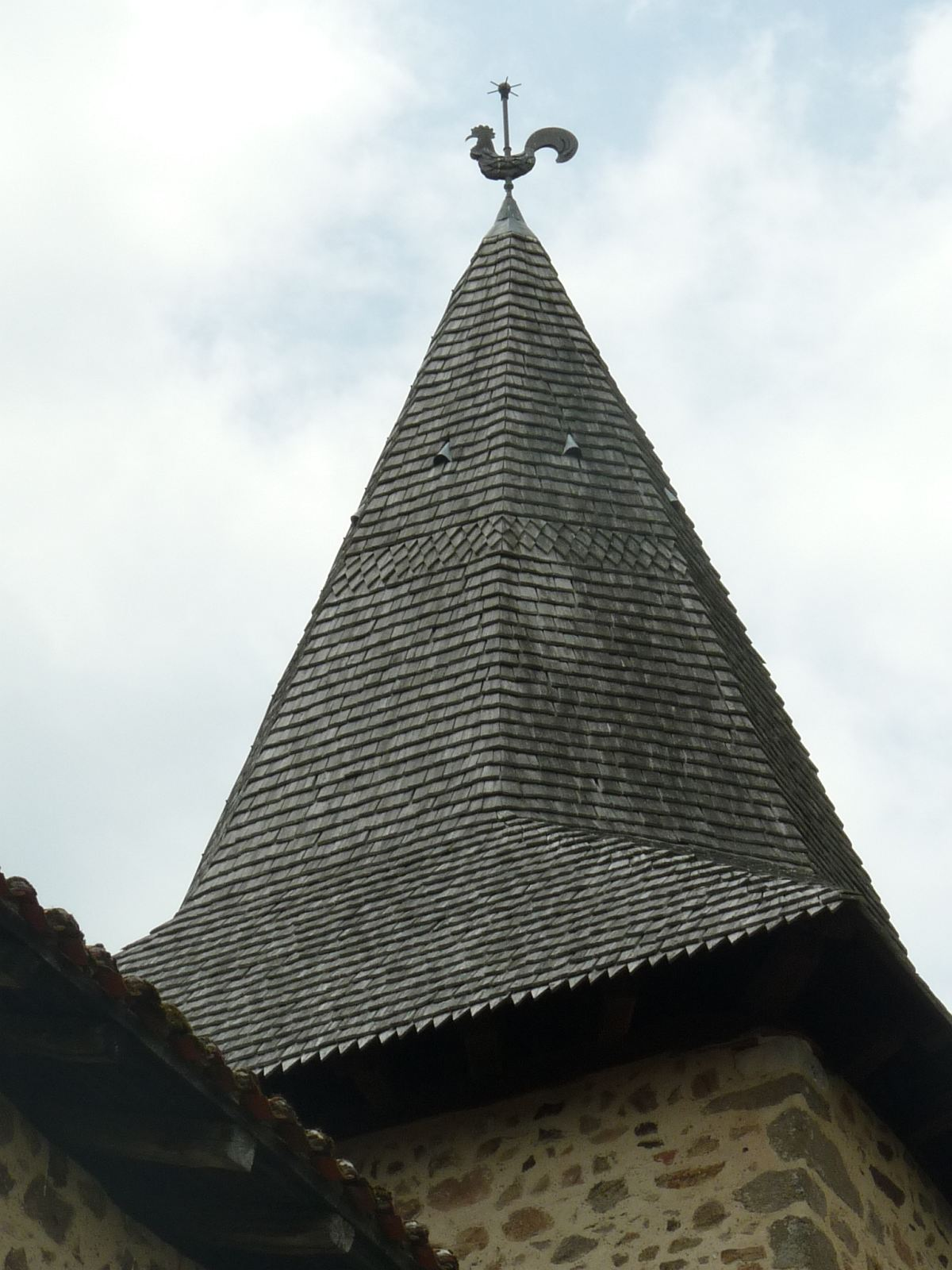
Le clocher couvert de bois.
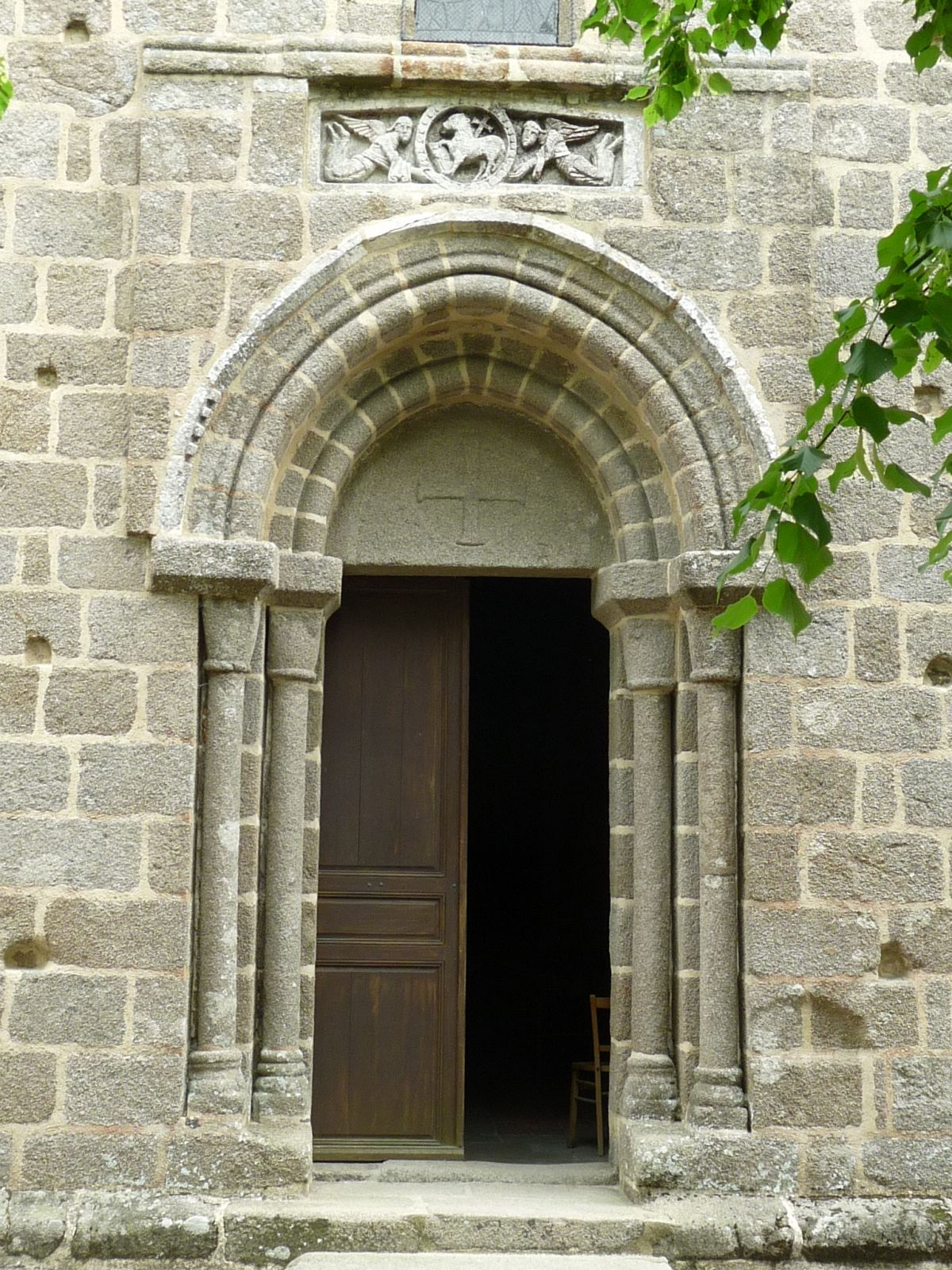
Le portail.
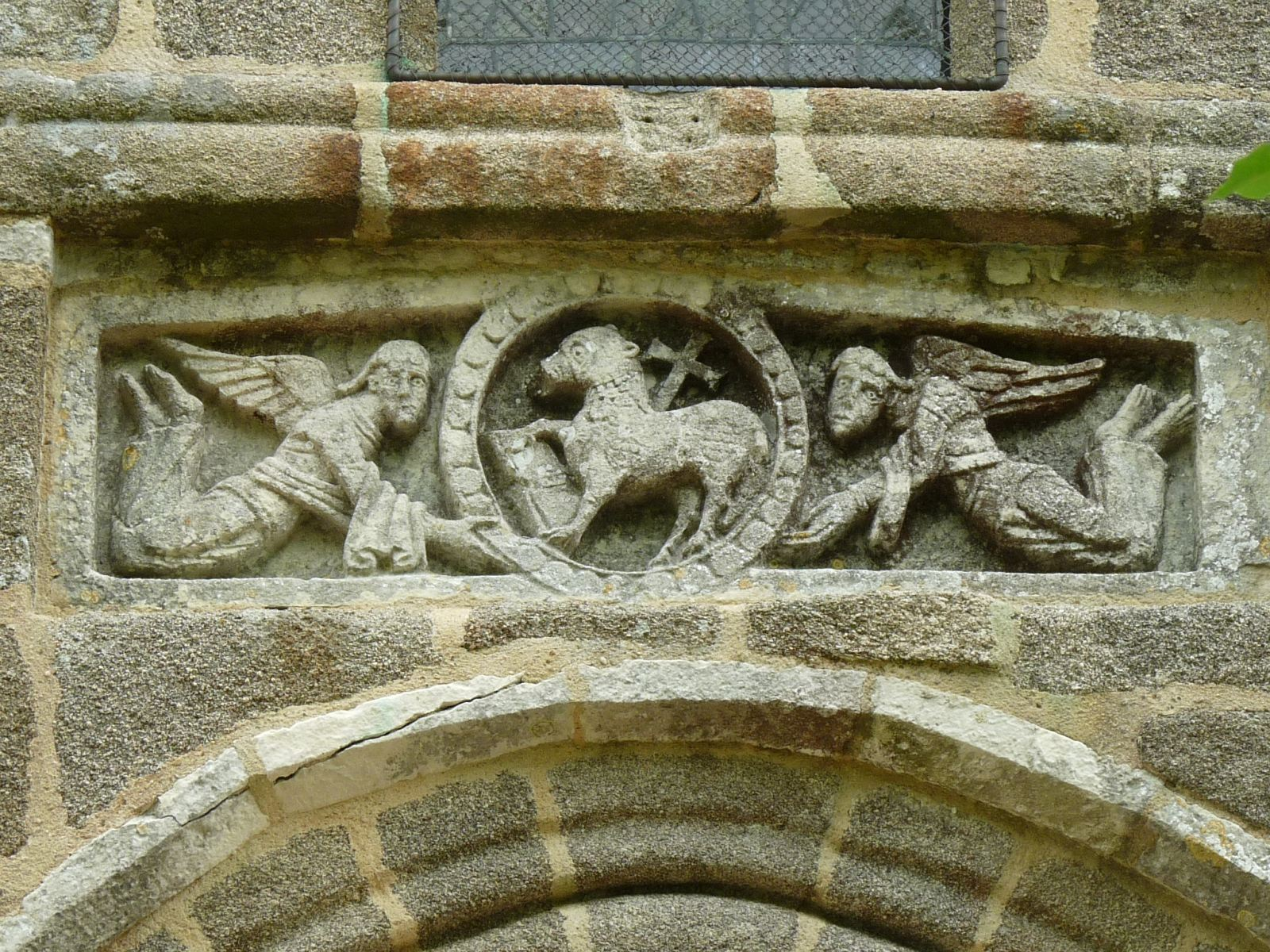
Le tympan.
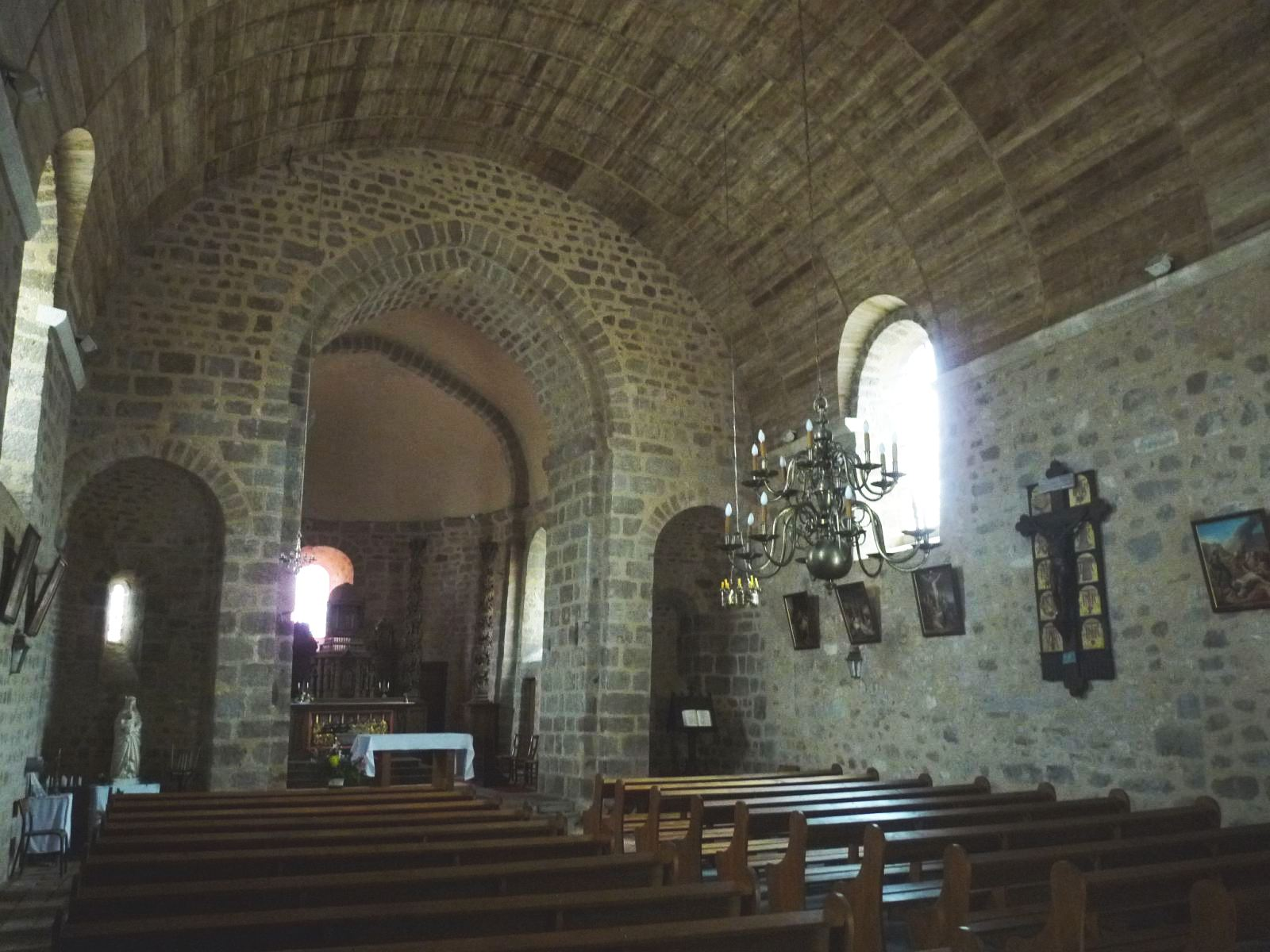
L'intérieur.
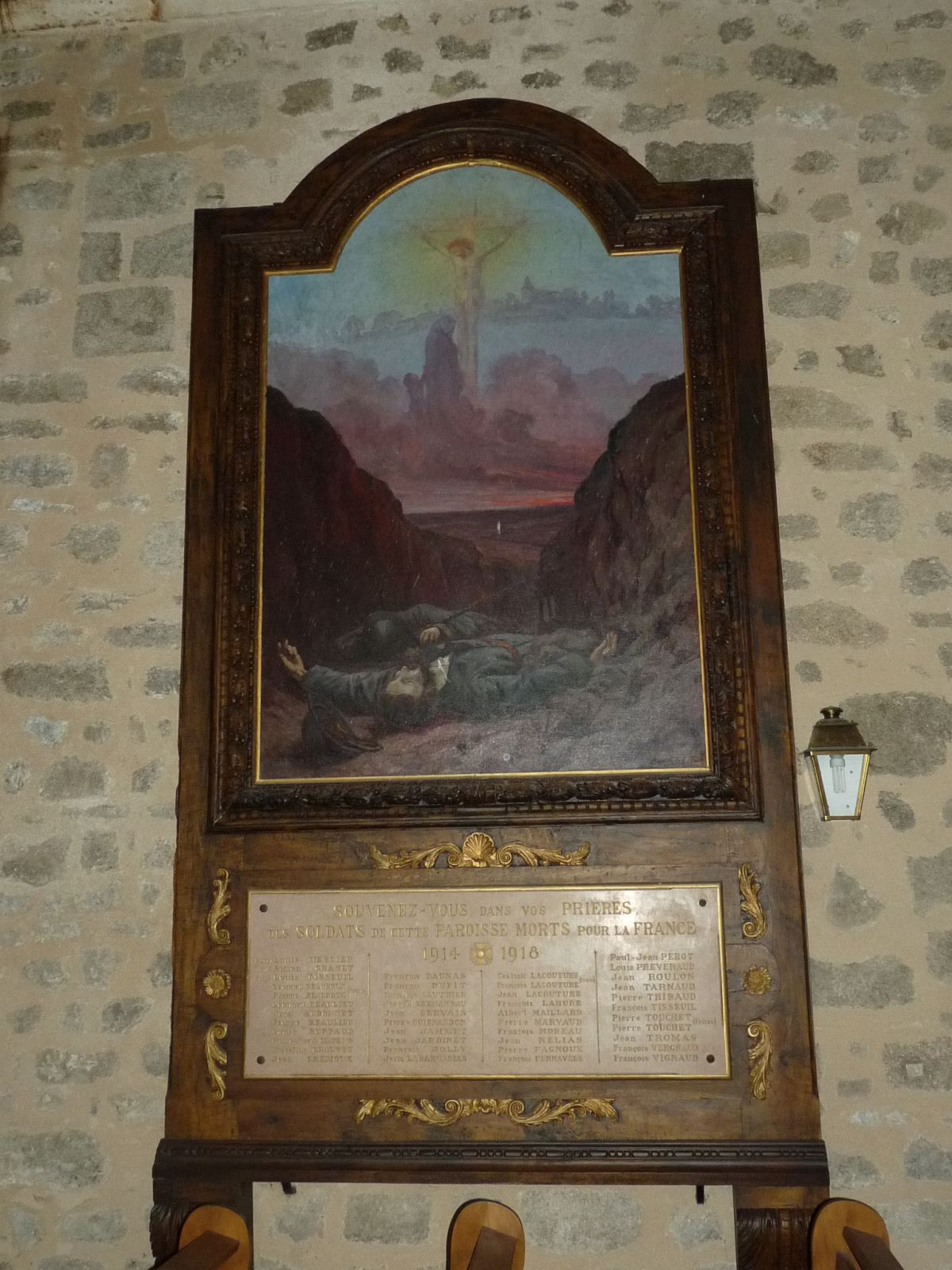
Mémorial.
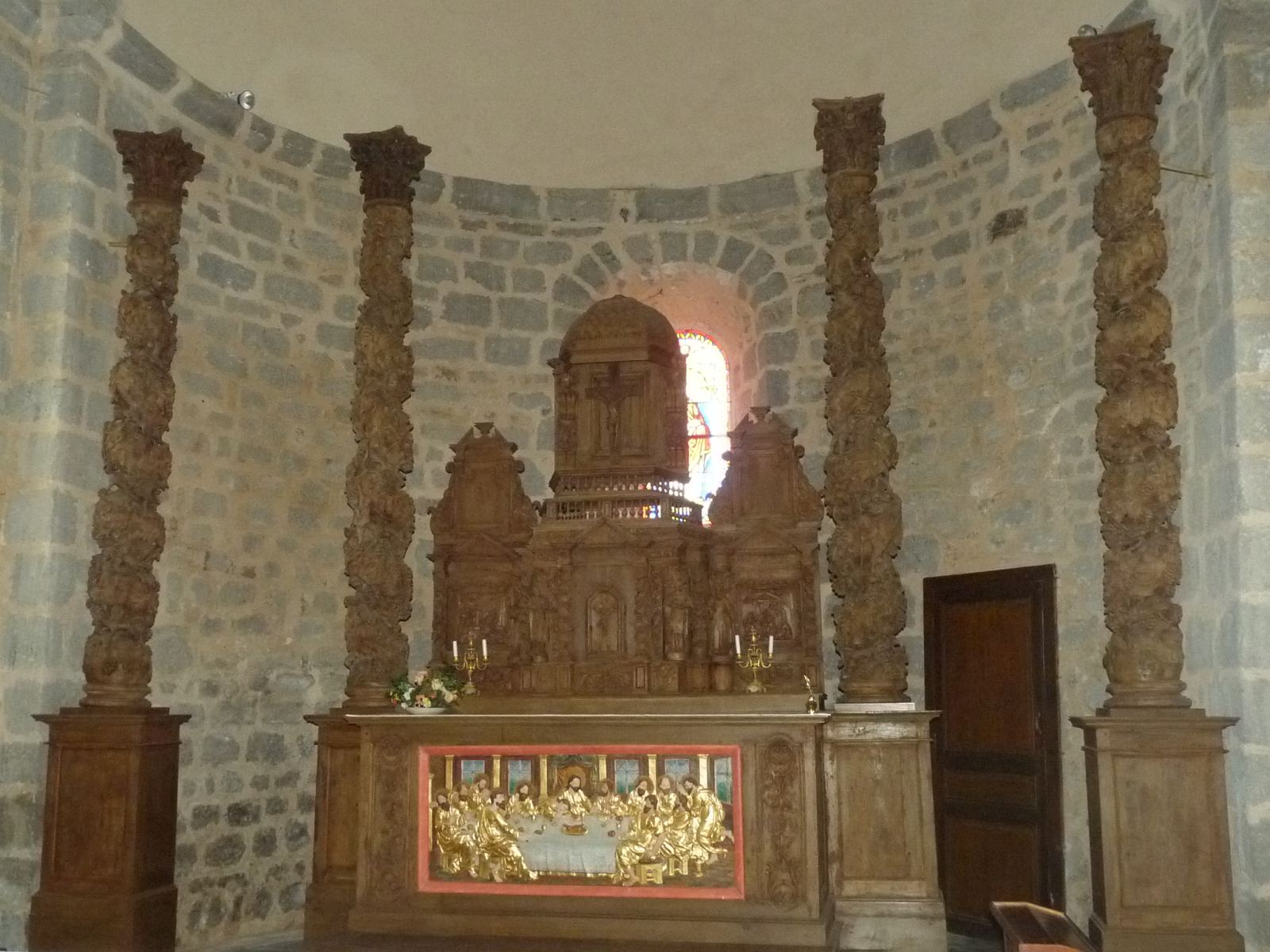
Le retable.

- Le château de Villevert, des XVe et XVIIe siècles, a été remanié, voire reconstruit au XIXe siècle. Il est inscrit monument historique depuis le 29 avril 1988[57].
- Le manoir de Longeville, édifié au XVIIe siècle, était l'ancienne résidence de la famille de James.
- Le menhir du Repaire dit aussi de menhir des Boisselées.

Menhir du Repaire
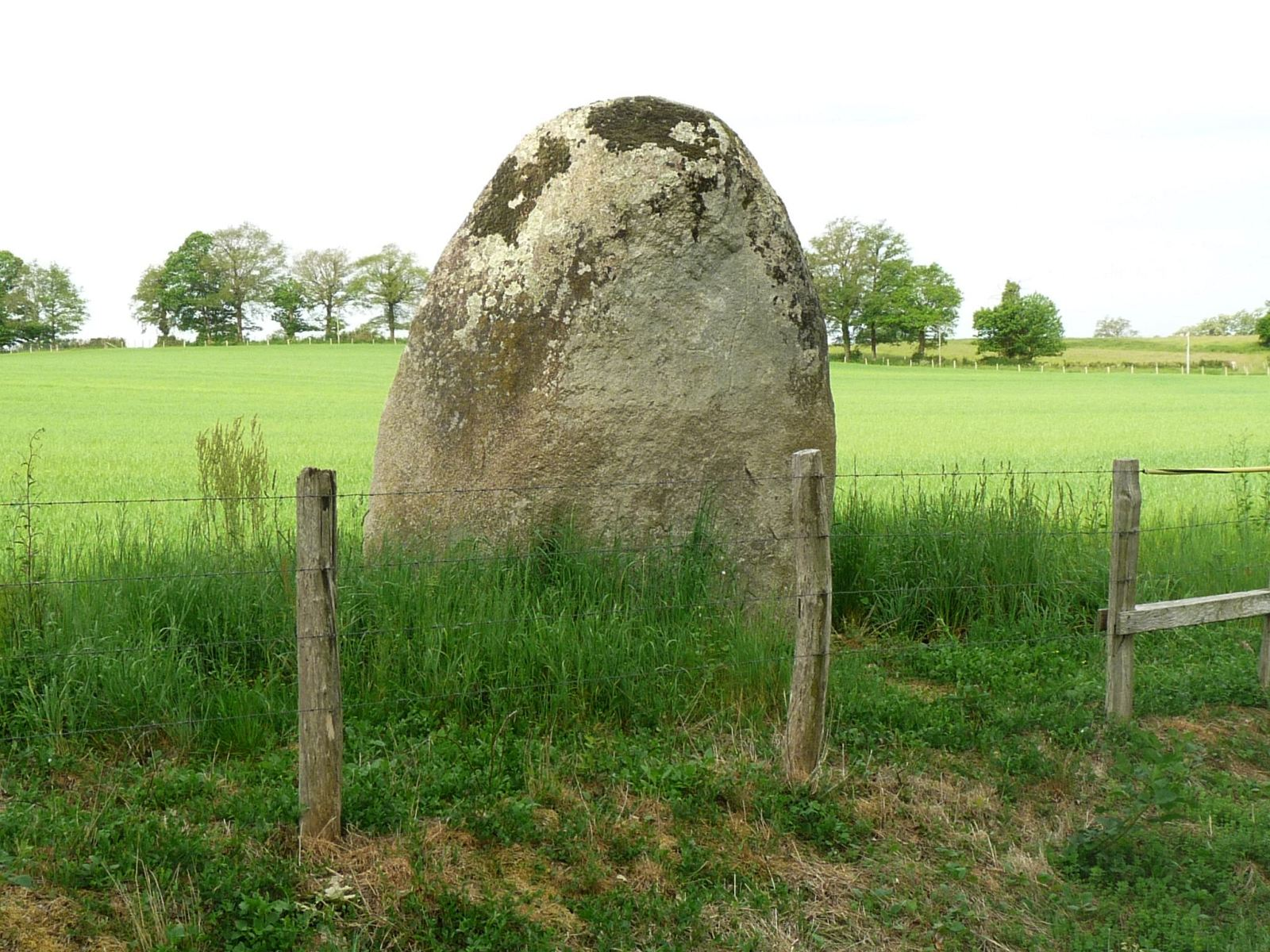
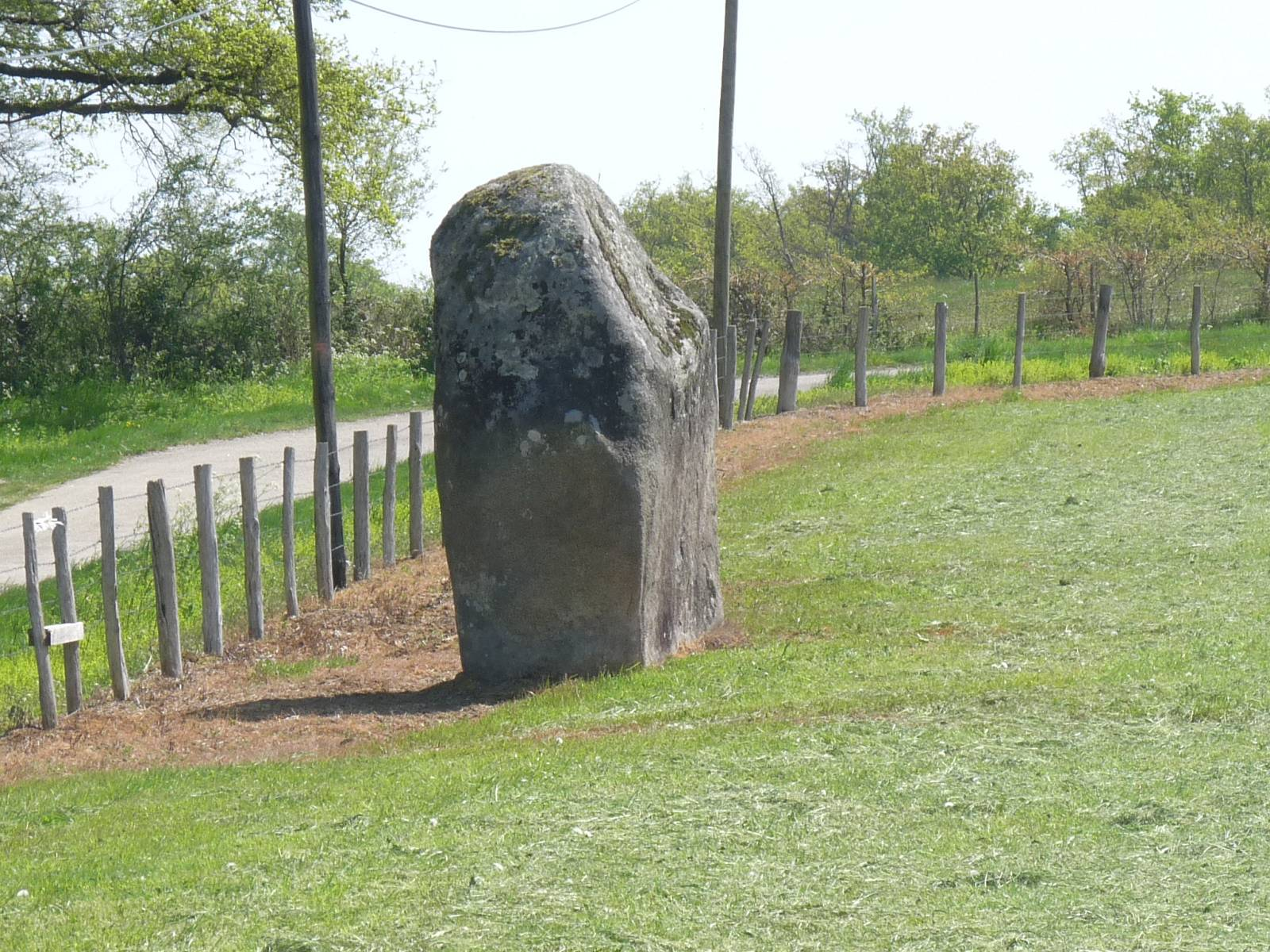
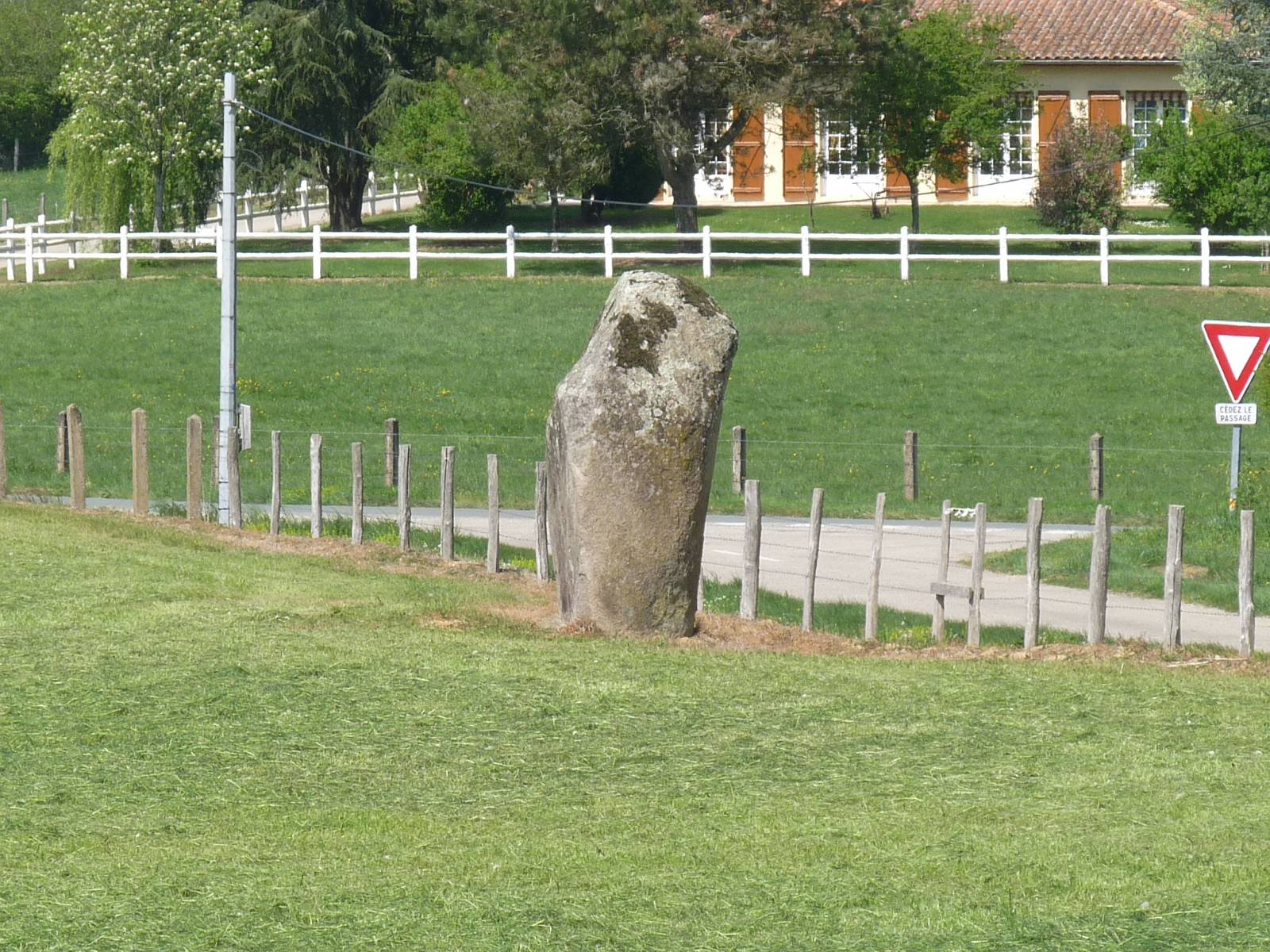

- Le dolmen de Périssac, dont la table de granit avait plus d'un mètre d'épaisseur, s'élevait dans l'ouest de la commune, près de l'étang des Sèches. Il a été démantelé pour servir de piédestal dans le cimetière, pour le tombeau de la femme du sous-préfet de Confolens[Note 6],[58].
- Le logis du Bost, vieille demeure des XVIe et XVIIe siècles située dans les châtaigneraies qui couvrent les pentes abruptes et sauvages de la vallée de l'Issoire.
- Château-Guyon, petite gentilhommière située tout près du bourg.
- Tilleul de Sully, sur la place de l'église, qui abrite le monument aux morts réalisé avec des dalles issues de l'ancien dolmen dit Tombe du Curé qui était situé à proximité du dolmen de Périssac[58].
- Barrage de l'Issoire, dont la partie amont rive gauche est sur la commune.

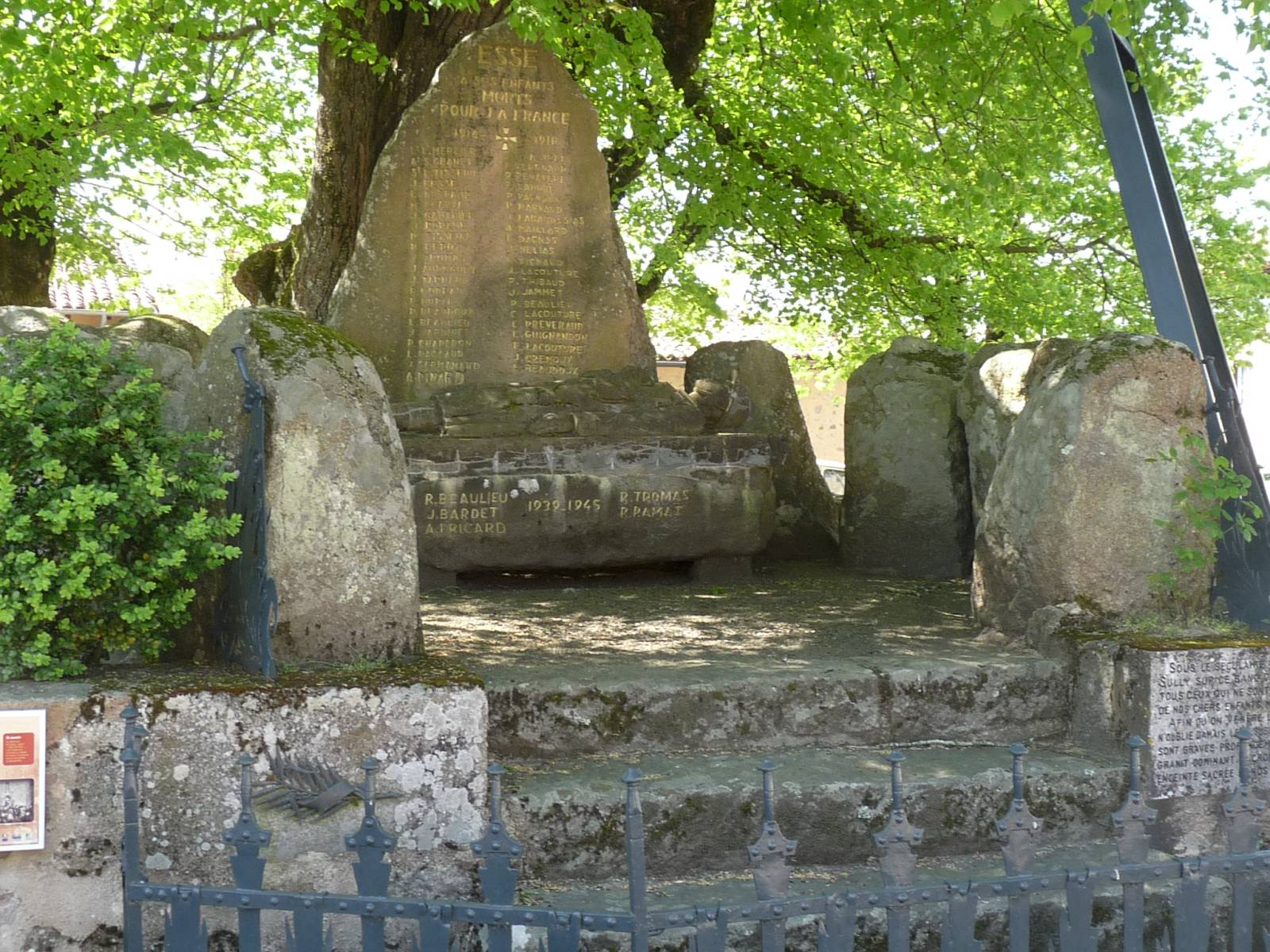
Le monument aux morts sous le tilleul Sully.
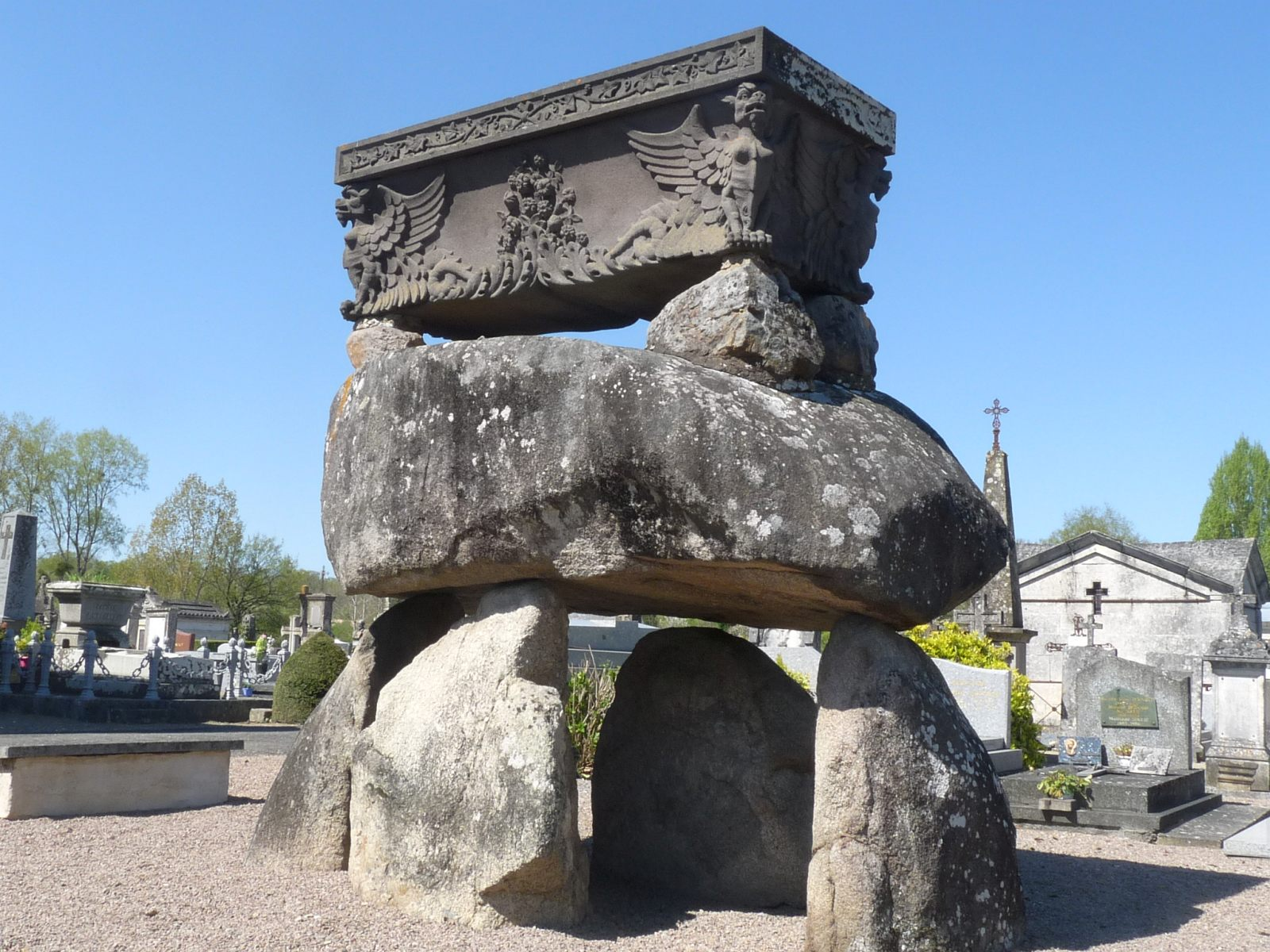
Autre reste du dolmen de Périssac, dans le cimetière de Confolens.
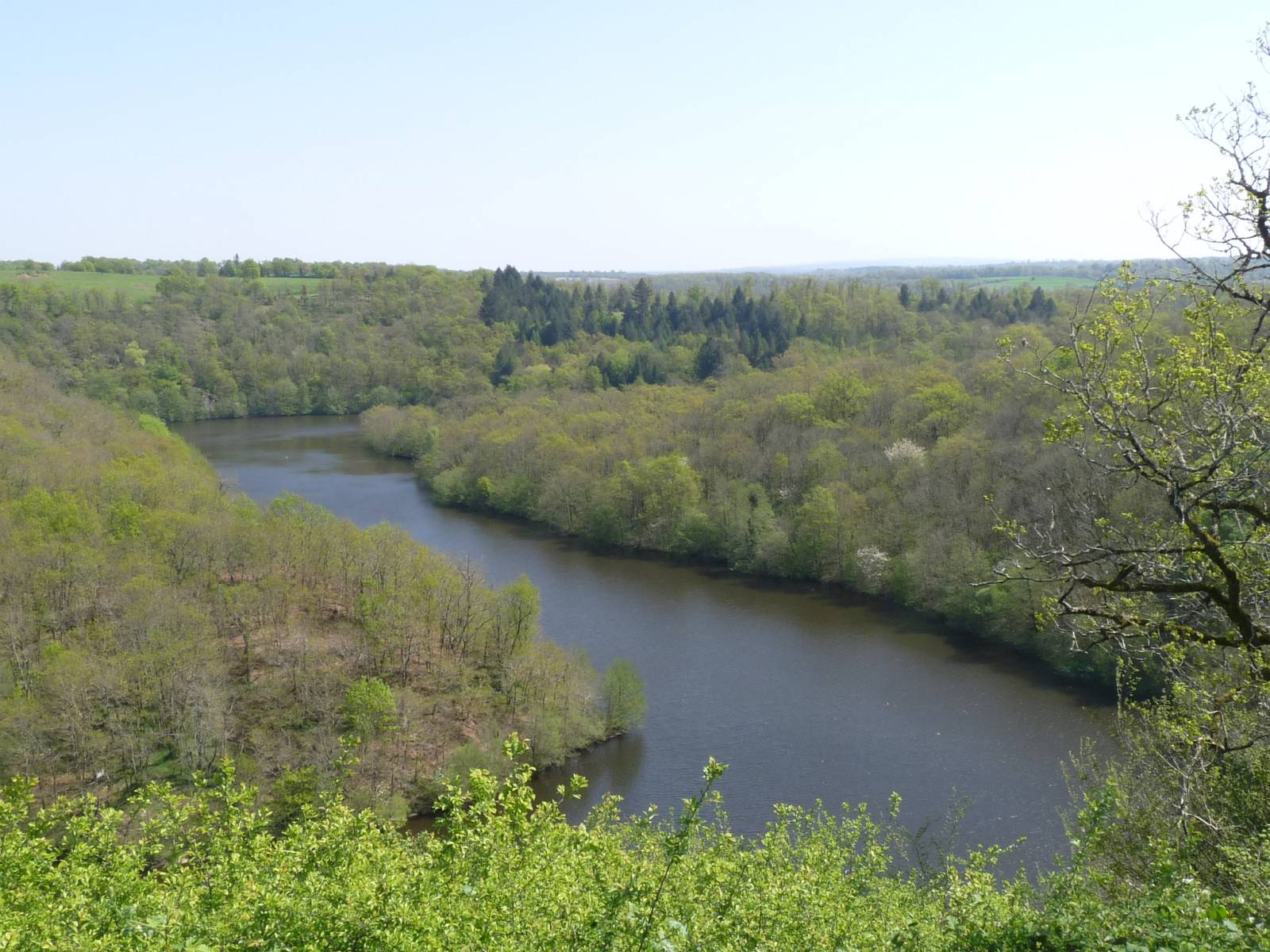
L'Issoire vue de Saint-Germain-de-Confolens.

## Personnalités liées à la commune
- Gilbert Bonneau, un agriculteur célibataire de 78 ans joue son propre rôle dans le film Les Gardiennes (2017) de Xavier Beauvois, dans lequel il joue le rôle du frère de l'actrice Nathalie Baye[59].